# Kenneth Hamberg
Tor Kenneth Hamberg, född 21 september 1945 i Fjällsjö i Jämtlands län, är en svensk serieskapare. Han är mest känd för den tecknade serien och filmerna om stenålderspojken Goliat. Hamberg har även sedan 1993 tecknat Bamse.

## Biografi
Kenneth Hamberg växte upp i värmländska Skoghall. Hans barndom tillbringades till stor del ute i skogen där han byggde kojor och hittade på äventyr.
Kenneth Hamberg skapade sin mest kända gestalt, stenålderspojken och seriefiguren Goliat, 1975. 1979–1981 gick serien i den kristna veckotidningen Svenska Journalen, innan den åren 1982–1990 fanns som egen serietidning. Hamberg har också producerat Goliat som dagspresserie (1985–1991 i GT) och tecknad film. Dessutom har det producerats ljudkassetter och små sagoböcker kring den lilla stenålderspojken. Kenneth samarbetar i serieskapandet – sedan ett trettiotal år tillbaka – med sin fru Kerstin Hamberg, som fungerar som tuschare och färgläggare.
1979–1981 bidrog Kenneth Hamberg med sin serie Lycke och Ture till serietidningen Skoj!, i en Goliat-liknande stil. Vid samma tid producerade han även serier till tidningen Bobo.
Paret Hamberg har också gjort böcker med sin och före detta Bamse-redaktören Jan Magnussons figur Bromse. De första fyra böckerna med figuren har sålt i 90 000 exemplar.
Vid sidan om sina egna skapelser har Kenneth Hamberg sedan 1993 även varit verksam som Bamse-tecknare. Genom sitt bolag Sagakvarn producerar han även illustrationer och bildkorsord för Bulls Press.
Kenneth Hamberg var 1997 med och startade animationsutbildningen på Fellingsbro folkhögskola. Där undervisade Hamberg i sju års tid.

## Familj
Kenneth och Kerstin Hamberg (född 1951) bodde under många år i Kil. Därefter har man i tur och ordning bott i Rossön, Örebro (från ungefär 1993/1994), Nora och (sedan 2004) dalsländska Skåpafors.
2014-2020 verkade Hambergs från Laskerud, Nyed, i Värmland. Från 2021 verkar Hambergs från Karlstad.